# 梅鹿液
梅鹿液是中华人民共和广东省湛江市吴川出产的一种酱香型白酒。源于1950年代初当局合并当地多家酒坊成立的吴川酒厂，酒厂于1973至1974年间数次派员赴茅台酒厂学习技术，归来后用茅台酒的酿造技术开发了梅鹿液。吴川“梅鹿液”与清远“飞霞液”、顺德“凤城液”并称为“广东三液”，1992年其被指定为广东省人民政府宴会用酒。曾获首届中国食品博览会金奖、中华文化名酒香港博览会金奖、1993年广东十佳名酒金奖、1995年全国第五届白酒评比第四名。